# Theodor Banzer-Haus
Das Theodor-Banzer-Haus ist ein im liechtensteinischen Ort Triesen gelegenes Haus an der Landstrasse 271. Das 1846 errichtete Gebäude steht unter Denkmalschutz und ist im Eigentum der Gemeinde Triesen. Es wurde durch den Vaduzer Architekten Joseph Anton Seger errichtet, welche auch weitere, klassizistische Häuser in Schaan (Seger-Haus), Vaduz (Gubser-Haus) und Nendeln (Hagen-Haus) erbaute.
Ein Verpflichtungskredit über 5,2 Mio. Franken zur Renovierung des Gebäudes wurde am 6. Juli 2025 von den Triesner Stimmbürgern abgelehnt.